# Caroline Cave
Caroline Cave es una actriz canadiense.  
Debutó en el teatro. Se hizo popular por su actuación en The Syringa tree, obra en la cual interpreta 24 personajes diferentes. 

## Películas
- 2001: War Bride: Peggy
- 2007: This Beautiful City: Carol
- 2008: One Week: Nancy Tyler
- 2009: Saw 6: Debbie
- 2010: The Exit: Samantha

## Series de televisión
- 2004: ReGenesis (S1. Ep2, 4): Rebecca McKinley
- 2007: Stargate Atlantis (S3. Ep17) : Dr.Cole
- 2007: The L Word (S4. Ep, 5, 6): Lindsey English
- 2009-2010: Cra$h & Burn (S1): Catherine Scott
- 2010: Haven (S1. Ep2) : Hannah
- 2010: Stargate Universe (S2. Ep1):